# Serena M. Auñón-Chancellor
Pour les articles homonymes, voir Chancellor (homonymie).
Serena Maria Auñón-Chancellor, née le 9 avril 1976 à Indianapolis, est une astronaute, médecin et ingénieur américaine. 

## Biographie
Serena Maria Auñón-Chancellor est née à Indianapolis, dans l'Indiana, et vit actuellement à League City, au Texas. Elle est titulaire d'un Baccalauréat en sciences en génie électrique de l'université George-Washington, d'un doctorat en médecine de l'université du Texas à Austin. Auñon a un diplôme de l'université George-Washington, de la faculté de science médicale spatiale de Houston et à l'UTMB.

## Carrière à la NASA

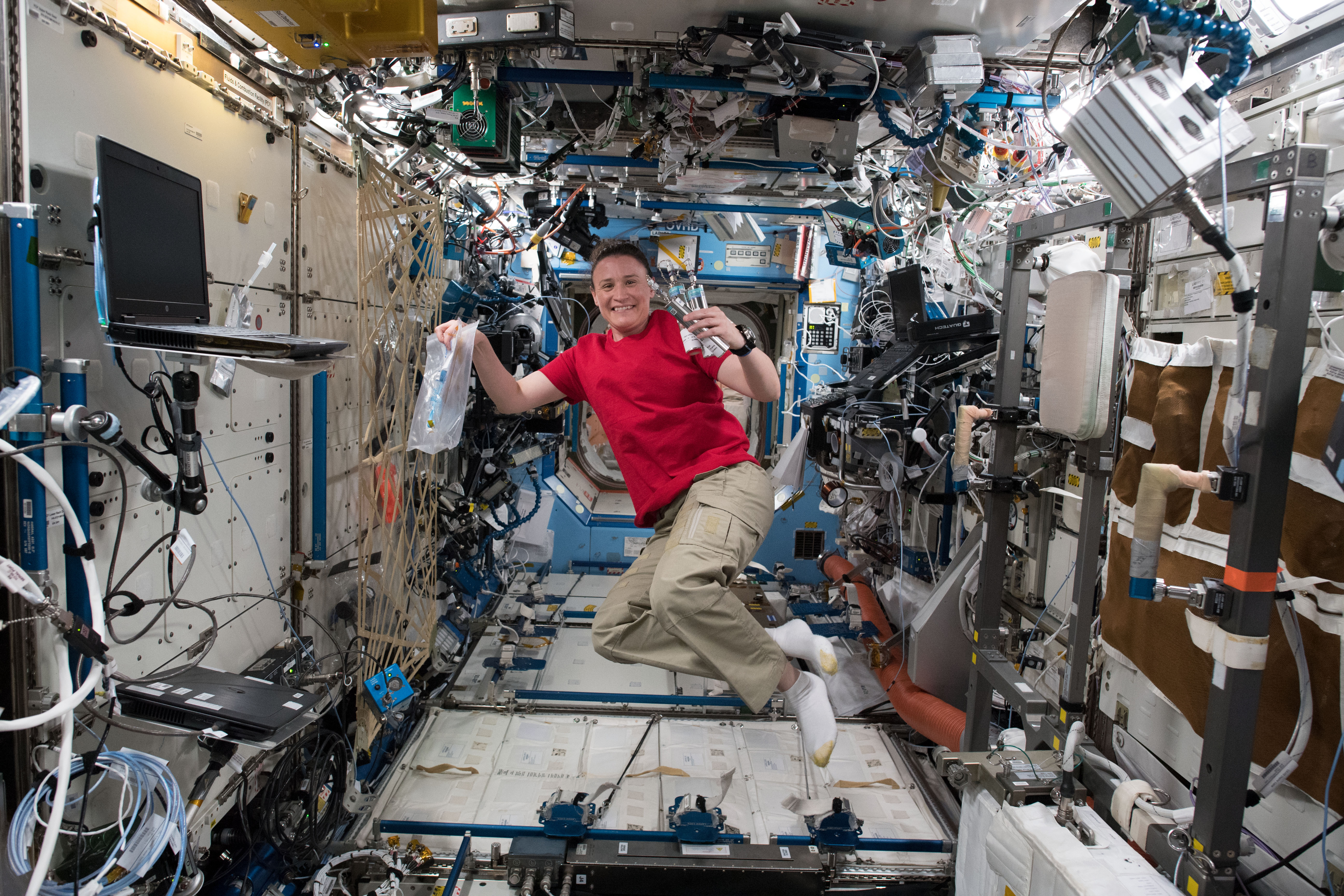
Serena Maria Auñón-Chancellor dans le laboratoire Destiny de l'ISS.

Elle a été médecin de vol de la société Wyler pour les programmes de la NASA : navette spatiale américaine, Station spatiale internationale (ISS) et Constellation. Auñon est sélectionnée par la NASA en juin 2009 dans le groupe d'astronautes 20,,. Elle était initialement affectée à la mission Soyouz MS-11 et était doublure sur Soyouz MS-09. En janvier 2018, elle devient membre de l'équipage principal de Soyouz MS-09, remplaçant Jeanette Epps. C'est Anne McClain qui prend sa place sur Soyouz MS-11.

### Missions spatiales
Le 6 juin 2018, elle s'envole à bord du lanceur Soyouz MS-09 depuis Baïkonour à destination de l'ISS avec Alexander Gerst et Sergueï Prokopiev. L'amarrage a eu lieu le 8 juin 2018. Serena Auñón-Chancellor participe aux expéditions 56 et 57 de l'ISS en tant qu'ingénieur de vol.
Environ deux mois après l'arrivée d'un astronaute resté anonyme, un caillot sanguin est trouvé par hasard dans une de ses veines jugulaires au cours d'une expérience de recherche sur le comportement des fluides corporels en état de microgravité. Celui-ci est d'abord traité à l'enoxaparine pendant quarante jours puis à l'apixaban après l'arrivée d'un ravitaillement. C'est lui-même qui réalise les examens par ultrasons pour déterminer l'évolution de sa maladie en suivant les conseils d'une équipe de radiologie au sol. Une fois de retour sur Terre, un examen médical révèle que sa thrombose est guérie. L'étude de ce cas a été réalisée par Serena Maria Auñón-Chancellor.
Elle est de retour sur Terre le 20 décembre 2018.
Le 12 août 2021, à la suite des incidents ayant affecté le lancement puis l'amarrage du module russe Nauka, dans le cadre de l'enquête sur l'incident du Soyouz MS-09, concernant un trou de 2 mm de diamètre ayant été détecté dans la capsule le 30 août, colmaté par Prokopiev, l'agence Tass, citant une source anonyme à Roscosmos, accuse Serena d'avoir subi un épisode de crise de nerfs liée à la découverte du caillot sanguin sur elle, prétendant donc révéler l'identité de l'astronaute atteint, au cours de la mission et d'avoir saboté la capsule en y forant un trou, dans l'espoir d'être renvoyée plus vite sur Terre. La NASA intervient pour défendre son astronaute et rejette les accusations russes.

## Honneur
L'astéroïde (122555) Auñón-Chancellor a été nommé en son honneur le 27 janvier 2021, dans la Minor Planet Circular no 128945.

## Galerie

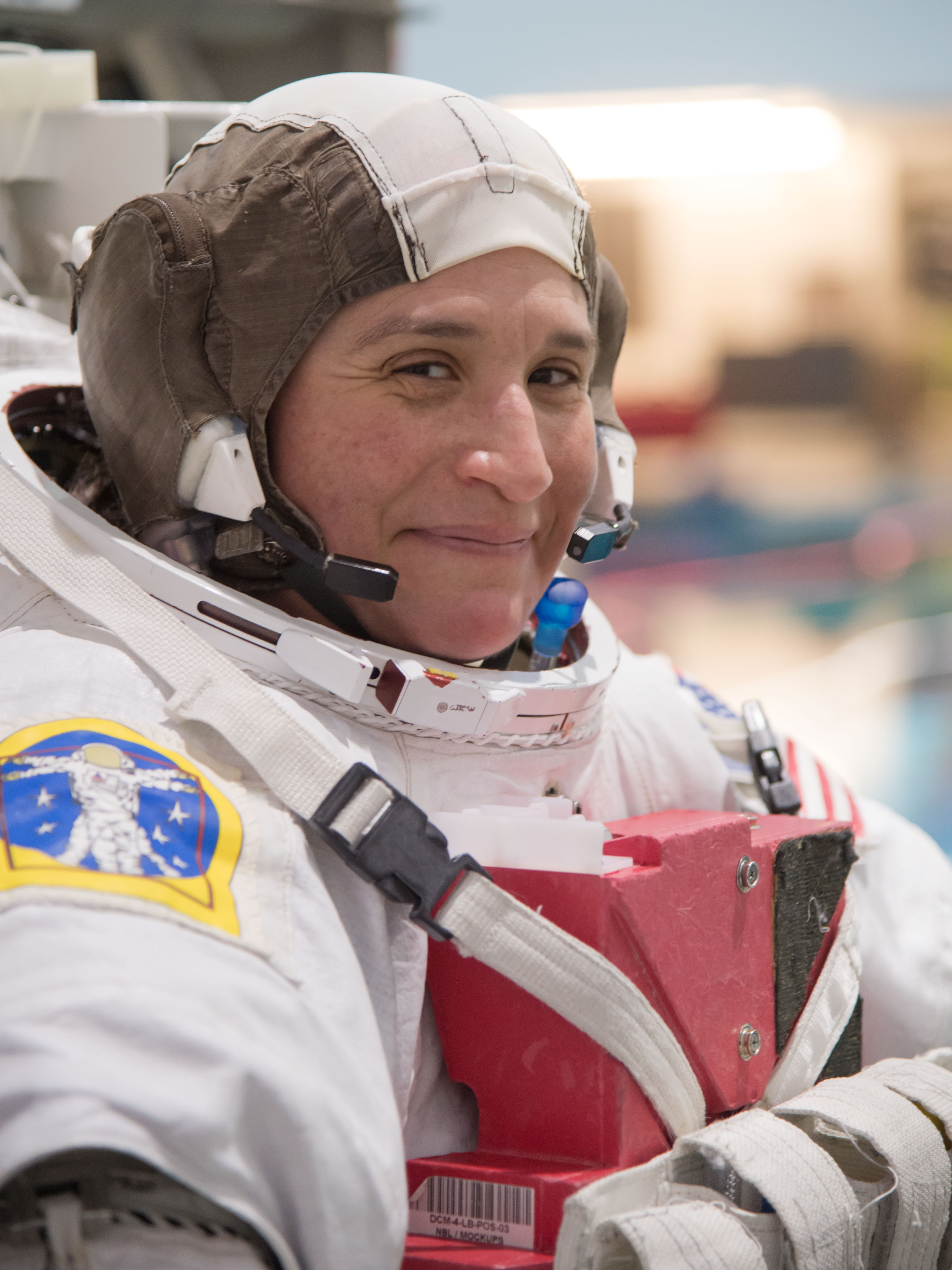
En entraînement au laboratoire de flottabilité neutre à Houston pour les activités extravéhiculaires.
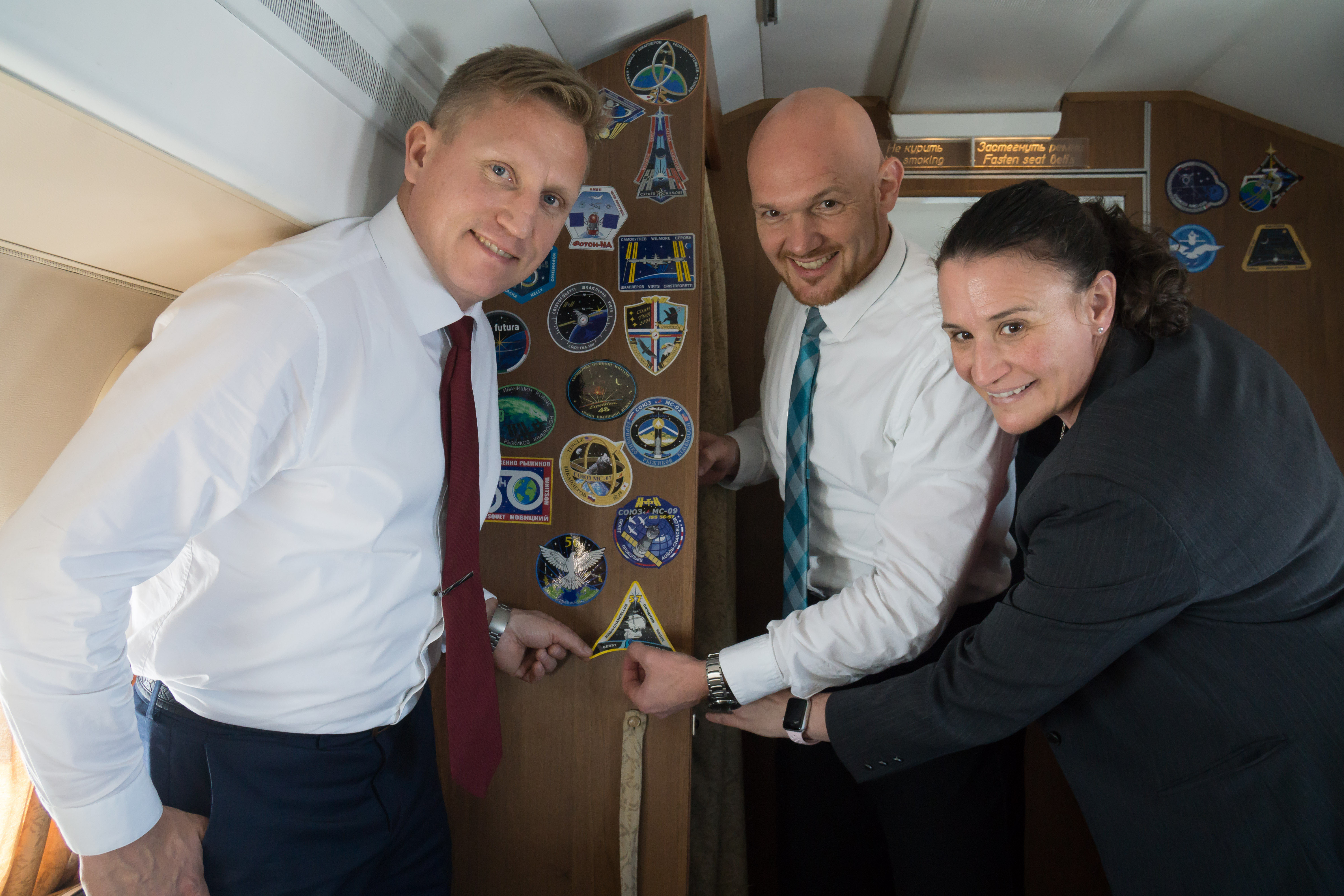
Avec Alexander Gerst et Sergueï Prokopiev, son équipage pour le Soyouz MS-09.